# Udea russispersalis
Udea russispersalis is een vlinder uit de familie van de grasmotten (Crambidae), uit de onderfamilie van de Spilomelinae. De wetenschappelijke naam van deze soort is voor het eerst voorgesteld als Pionea russispersalis door Hans Zerny in een publicatie uit 1914.
De soort komt voor in China (Xinjiang).